# Coma (1994)
Coma is een Nederlandse televisiefilm uit 1994 geregisseerd en geschreven door Paula van der Oest voor de VPRO-televisiereeks Lolamoviola.

## Verhaal
De film volgt een mysterieuze veertigjarige man die van top tot teen in gips verpakt in het ziekenhuis ligt. De raadselachtige patiënt lijdt ook nog aan geheugenverlies, waardoor de man geen idee heeft wie hij is en wat zijn verleden is. Blanco, zonder taal en vooroordelen begint de man aan zijn nieuwe leven. Een behulpzame vrijwilliger geeft de man een geïllustreerd lees boek waarmee hij zijn herinneringen kan proberen op te halen. Langzaam krijgt de man zijn herinneringen terug en wordt zijn voorgeschiedenis ontrafeld.

## Rolverdeling
| acteur           | personage          |
| ---------------- | ------------------ |
| Theu Boermans    | André              |
| Sylvia Poorta    | Marina             |
| Rik van Santen   | jongetje           |
| Rezy Schumacher  | verpleegster       |
| Khaldoun Elmecky | arts               |
| Jacob Derwig     | Tycho              |
| Jan de Koning    | oude man           |
| Berry van Wijk   | Dennis             |
| Con Meijer       | man tegenover      |
| Mnine Houcine    | Marokkaanse man    |
| Carla Hardy      | Angela             |
| Klaartje Klijs   | vriendin van Tycho |

## Achtergrond
De televisiefilm werd geregisseerd en geschreven door Paula van der Oest. De film werd geproduceerd door Joeren Beker en was onderdeel van de VPRO-televisiereeks Lolamoviola, waarin jonge filmmakers de kans krijgen een televisiefilm te maken. Hoofdrollen in de film waren weggelegd voor onder anderen Theu Boermans en Sylvia Poorta.
Coma beleefde zijn televisiepremière in september 1994.

## Prijzen
Met de film wist Van der Oest in 1994 een Gouden Kalf te winnen in de categorie Beste televisiedrama, tevens wist ze de Charlotte Köhler-scenarioprijs met het scenario van de film te winnen.